# Список теорій змови

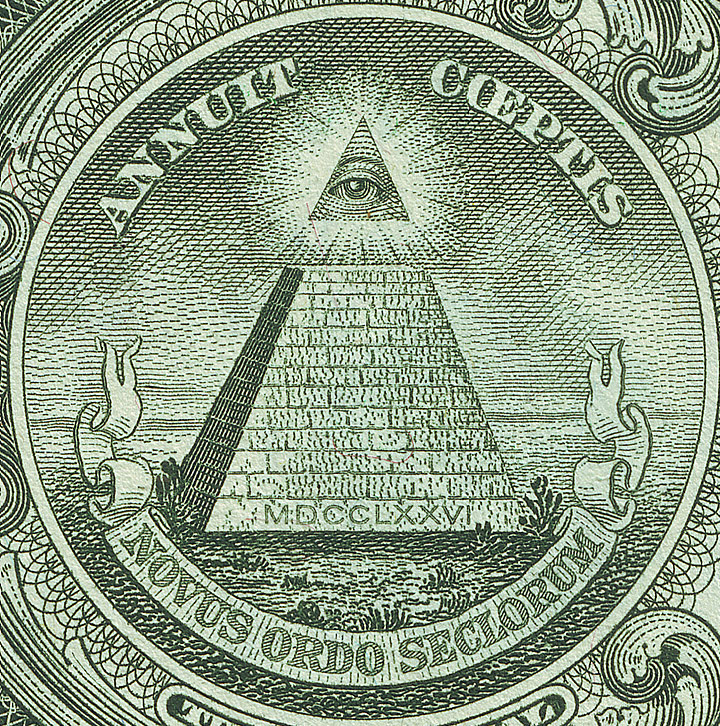
Око Провидіння чи всевидяче око Бога, яке бачимо на банкноті номіналом 1 долар США, дехто сприймав як доказ змови, що стосується засновників США та Ілюмінатів

Ця стаття — список відомих теорій змови. Існує багато теорій змови з різним ступенем популярності та правдоподібності, спільною рисою яких є уявлення про приховування від широкої громадськості правди щодо відомих осіб, історичних подій або влаштування світу. Теорії змови зазвичай заперечують консенсус фахівців або не можуть бути доведені історичним чи науковим методом. Їх не можна плутати з дослідженнями щодо перевірених змов, таких як претензія Німеччини щодо вторгнення в Польщу у Другій світовій війні.

## Політика
- Новий світовий лад — стверджує, що група міжнародної еліти поширює контроль над урядами, індустрією та медіаорганізаціями задля встановлення свого панування над усім світом. Стверджується, що вони причетні до більшості великих воєн і криз останніх двох століть[3].
- Масонська змова — про те, що товариство масонів таємно править світом, що масони повсюдно лишають свої знаки. Масонам приписується організація Американської революції 1775—1783 років[4]. Варіант — жидомасонська змова, за якою масони перебувають у коаліції з євреями.
- Протоколи сіонських мудреців — начебто в однойменній книзі 1905 року викладено справжній намір євреїв досягнути панування над світом шляхом руйнування християнства, створення кризових ситуації та приведення свого правителя під виглядом рятівника[5]. Як розвиток цієї ідеї — жидобільшовизм — про організацію комуністичного руху в Росії євреями.
- «Голокосту не було» — нібито євреї вигадали чи перебільшили Голокост задля просування своїх інтересів після Другої Світової війни[6].
- «Голодомору в Україні не було» — твердження, нібито українці вигадали Голодомор, щоб дискредитувати СРСР і Росію зокрема, або що він був зумовлений природними чинниками, а не політикою уряду СРСР.
- Золотий мільярд — прихильники цієї теорії змови вважають, що на Землі є ресурси для підтримання життя лише 1 млрд людей. Війни, епідемії та зменшення народжуваності в деяких країнах описуються як частини великого плану зі скорочення населення[7].
- НЛО-змова — об'єднує різні міркування від часів після Другої світової війни, що світові уряди знають про відвідання Землі інопланетянами, проте приховують це, щоб не допустити паніки (наприклад, приховують падіння інопланетного корабля у Розвеллі); або ведуть контакти з інопланетянами для збільшення своєї влади чи передачі світу під інопланетну владу. Інші напрями стверджують, що уряди багатьох країн і/або релігійні, громадські організації вже перебувають під контролем інопланетян[8][9][5].
- План Даллеса — документ, на який посилається однойменна теорія змови, де начебто описано таємний план США з прихованого морального розкладу населення СРСР. Теорія виникла в Росії в 1980-ті та популяризована в 1990-ті як пояснення розпаду СРСР[10][11].
- Теракти 11 вересня — стверджує, що вежі-близнюки у Нью-Йорку та Пентагон було атаковано 11 вересня 2001 року за наказом американського уряду, аби виправдати війну в Іраку та Афганістані, захопити тамтешні родовища нафти та поширити американський вплив[12].
- Концтабори в США — відома з 1995 року. Говорить, що Федеральне агентство з надзвичайних ситуацій США будує концтабори на території США, і це підготовка до запровадження воєнного стану та геноциду задля знищення «надлишкового» населення чи ув'язнення та вбивства «неблагонадійних» громадян, як-от мусульмани[13].
- QAnon — теорія, що зародилася в 2017 році та намагається довести нібито в США діє таємна мережа педофілів (як варіант сатаністів або канібалів), якій протистоїть Дональд Трамп[14].
- Російсько-українська війна — що в Україні США начебто розмістили таємні біолабораторії для створення біологічної зброї[15], а також заперечення існування цієї війни, буцімто всі її свідчення в масмедіа фальшиві[16].

## Відомі особи

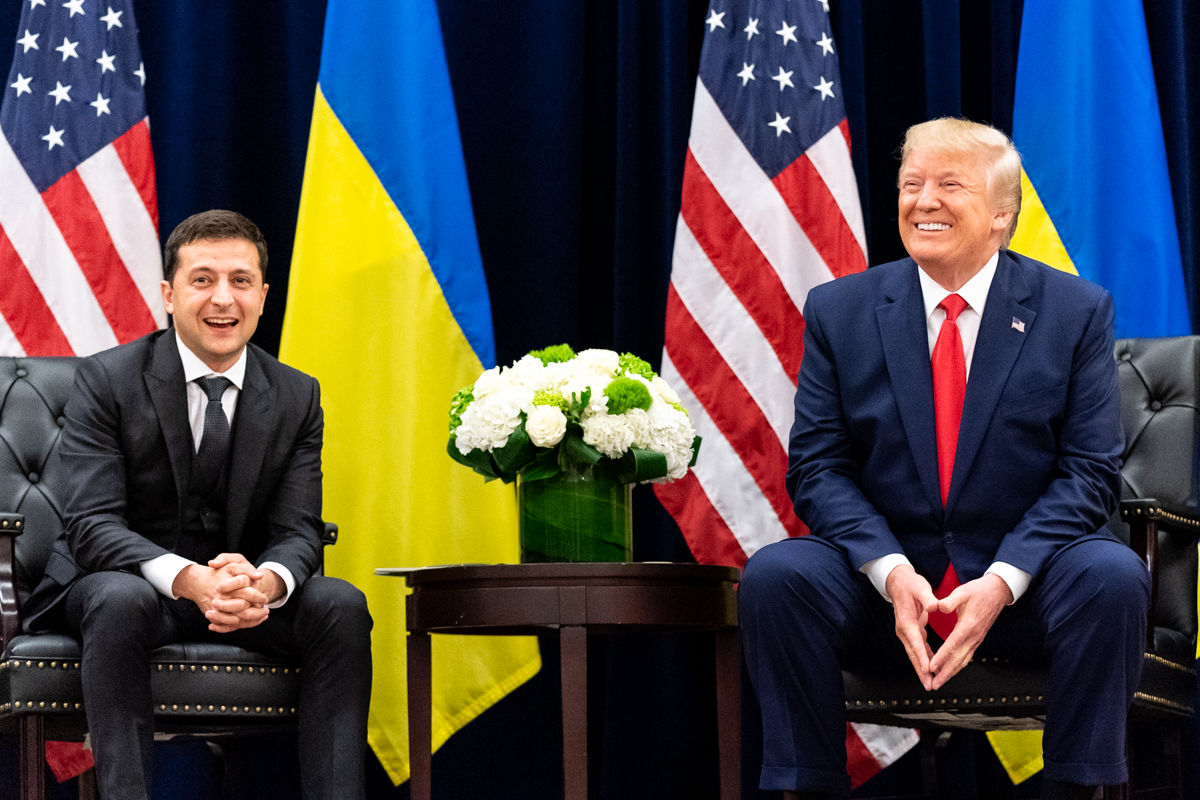
Деякі прихильники Дональда Трампа вірять, що в його вибори втрутилася Україна

- Деякі прихильники Дональда Трампа вірять, що в його вибори втрутилася УкраїнаІсус Христос — теорія, що спирається на вільне трактування деяких місць Євангелій, запевняє, що Ісус Христос одружився з Марією Магдалиною, що можливо була апостолом, та навіть мав нащадків, але це замовчується церквою[6][17]. Інша поширена теорія змови намагається довести, що релігійний Христос не мав історичного прототипа, а вигаданий певним таємним товариством або школою містерій[18][19]. У русі «Нью-ейдж» будувалися теорії, що Христос «насправді» навчав реінкарнації, але церква це приховує[20].
- Смерть Нерона — після смерті римського імператора в 68 році н. е. виникли теорії, що Нерон насправді інсценував свою смерть і все ще живий, але переховується, щоб повернутися та відновити своє правління. В більшості цих історій говориться, що він утік на Схід, де його все ще любили й захоплювалися ним. Інші теорії стверджували, що Нерон постане з мертвих, щоб повернути свій трон. Багато ранніх християн вірили в ці теорії змови і боялися повернення Нерона, адже імператор жорстоко їх переслідував[21].
- Джон Кеннеді — начебто президента США Джона Кеннеді застрелив у 1963 році не Лі Гарві Освальд, а інший убивця на замовлення ЦРУ, Фіделя Кастро, віцепрезидента Ліндона Джонсона тощо[5].
- «Пол мертвий» — нібито британський співак Пол Маккартні помер у 1966 році, але гурту «Бітлз» заборонено про це розповідати і вони можуть лише натякати про це своїми піснями[22].
- «Елвіс живий» — що співак Елвіс Преслі насправді не помер у 1977 році, а інсценізував власну смерть і живе під виглядом іншої людини[6].
- Джордж Сорос — угорсько-американський інвестор Джордж Сорос є об'єктом теорій змови з 1990-х років. Соросу приписується використання своїх статків для контролю значної частини світового багатства та урядів, і що він таємно фінансує велику кількість осіб і організацій для цих цілей[23][23].
- Барак Обама — є теорії змови від 2008 року, що Барак Обама не мав права бути президентом США, бо народився за межами держави (в Кенії, Індонезії), має британське громадянство[24], або що він таємний мусульманин[25], соціаліст або комуніст[24].
- Дональд Трамп — нібито Дональда Трампа обрали в США на другий термін у 2020, але результати «вкрав» Джо Байден чи Джордж Сорос[26]; або що Україна втрутилася в вибори 2016 року, підтасувавши результати на користь Трампа[27].
- Принцеса Діана — теорія змови стверджує, що Діана Уельська загинула 1997 року не через п'яного водія, а була вбита спецслужбами на замовлення королівської родини[5]. Інша теорія, що з'явилася в 2023 році, полягає в тому, що Діана переродилася в тілі Біллі Кемпбелла в рік своєї смерті. Хлопець нібито пам'ятає таємні деталі життя королівської родини[28]. Ще одне паралельне вірування описує буцімто принцеса Шарлотта є реінкарнацією Діани[29].
- Принц Чарльз — вампір — декілька фраз принца Чарльза дали підстави прихильникам теорії змови міркувати, що він (і можливо вся королівська родина) насправді вампір із Трансильванії — батьківщини легендарного графа Дракули[6].

## Бізнес і промисловість
- Глибоководний горизонт — численні теорії змови стосуються смертельної промислової аварії на нафтовій платформі в Мексиканській затоці в 2010 році, стверджуючи про саботаж тих, хто прагне сприяти захисту навколишнього середовища, або про удар північнокорейських або російських підводних човнів. Елементи таких теорій запропонував або просував американський радіоведучий Раш Лімбо[30].
- Нова кола — теорія стверджує, що в 1985 році компанія Coca-Cola навмисно змінила формулу нової кока-коли на менш солодку, з наміром або підвищити попит на оригінальний продукт, або дозволити повторне впровадження оригіналу з новою формулою з використанням дешевших інгредієнтів. Президент Coca-Cola Дональд Кео спростував це звинувачення: «Правда в тому, що ми не такі тупі й не такі розумні»[31].

## Наука

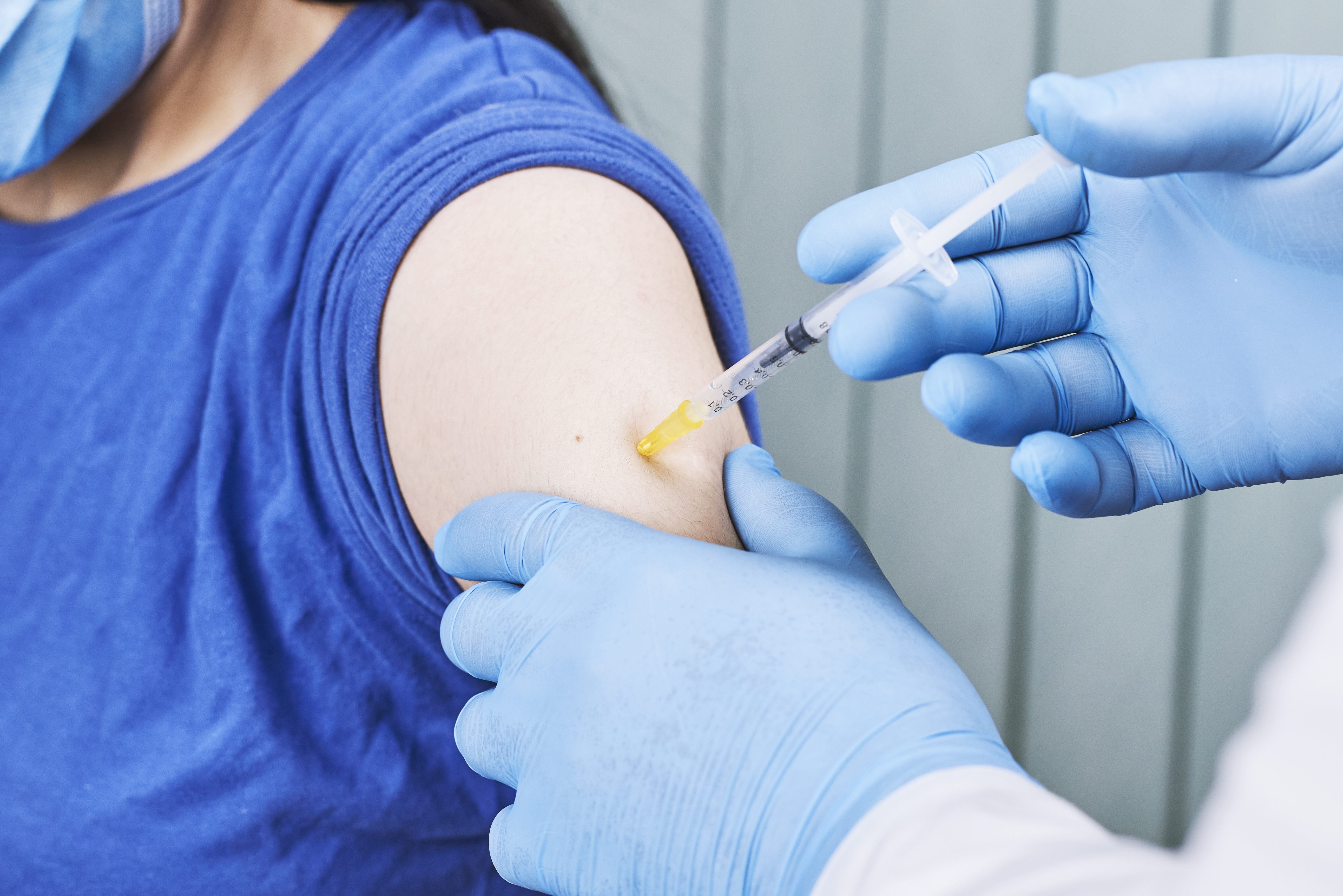
Популярна теорія змови стверджує, нібито вакцинація від COVID-19 має таємну, злочинну мету

- Популярна теорія змови стверджує, нібито вакцинація від COVID-19 має таємну, злочинну метуПласка Земля — теорія виникла в XIX ст. в Англії та стверджує, що Земля насправді пласка, але науковці це приховують[32]. На думку прихильників теорії, Земля має форму диска чи нескінченної площини, а докази її кулястості, включаючи фотографії з космосу, підроблені[33][34].
- Переписування історії — стверджує, що світова історія насправді була не така, як широко відомо, а її переписали задля політичних цілей. Наприклад, що світові уряди чи таємні товариства приховують свідчення існування стародавніх розвинених цивілізацій. У російському напрямі «нової хронології» вважається, нібито світова історія була суттєво коротша і більшість сучасних держав виникли на місці велетенської імперії, центр якої розташовувався на території Росії[35].
- Місячна змова — нібито США не висаджували людей на Місяць у 1969 році та надалі, а телетрансляція висадки була знята на Землі[5].
- Планета Нібіру — створена та популяризована Захарією Сітчиним ідея про таємну планету Нібіру, що кожні кілька тисяч років наближається до Землі, спричиняючи катаклізми[36].
- ВІЛ — штучний — теорія описує ВІЛ як вірус, розроблений ЦРУ задля знищення гомосексуалів або темношкірих за наказом президента США Річарда Ніксона. Часом додається, що за цим насправді стояв СРСР, або що вірус вийшов з-під контролю[6].
- СНІДу не існує — що СНІД є вигаданою хворобою, або не пов'язаний з ВІЛ: начебто вірусу не існує, або його загроза перебільшена; а лікування СНІДу здійснюється задля визискування грошей з пацієнтів[37].
- Ліки проти раку — начебто фармакологічні компанії давно відкрили ліки проти раку, але не надають їх широкій громадськості, аби заробляти на застарілих, менш ефективних способах лікування і мати постійні прибутки[6].
- Вакцини спричиняють аутизм — стверджує, що масова вакцинація населення має побічний ефект у вигляді збільшення випадків аутизму[38].
- Глобальне потепління — вигадка — теорія змови говорить, нібито глобальне потепління вигадане задля нав'язування «зеленої» та атомної енергетики[39].
- Адронний колайдер — що Великий адронний колайдер, запущений 2008 року, становить небезпеку для світу (може створити чорну діру, прохід до іншого світу чи прикликати й розгнівати Бога), але вчені це приховують[6].

## Технології

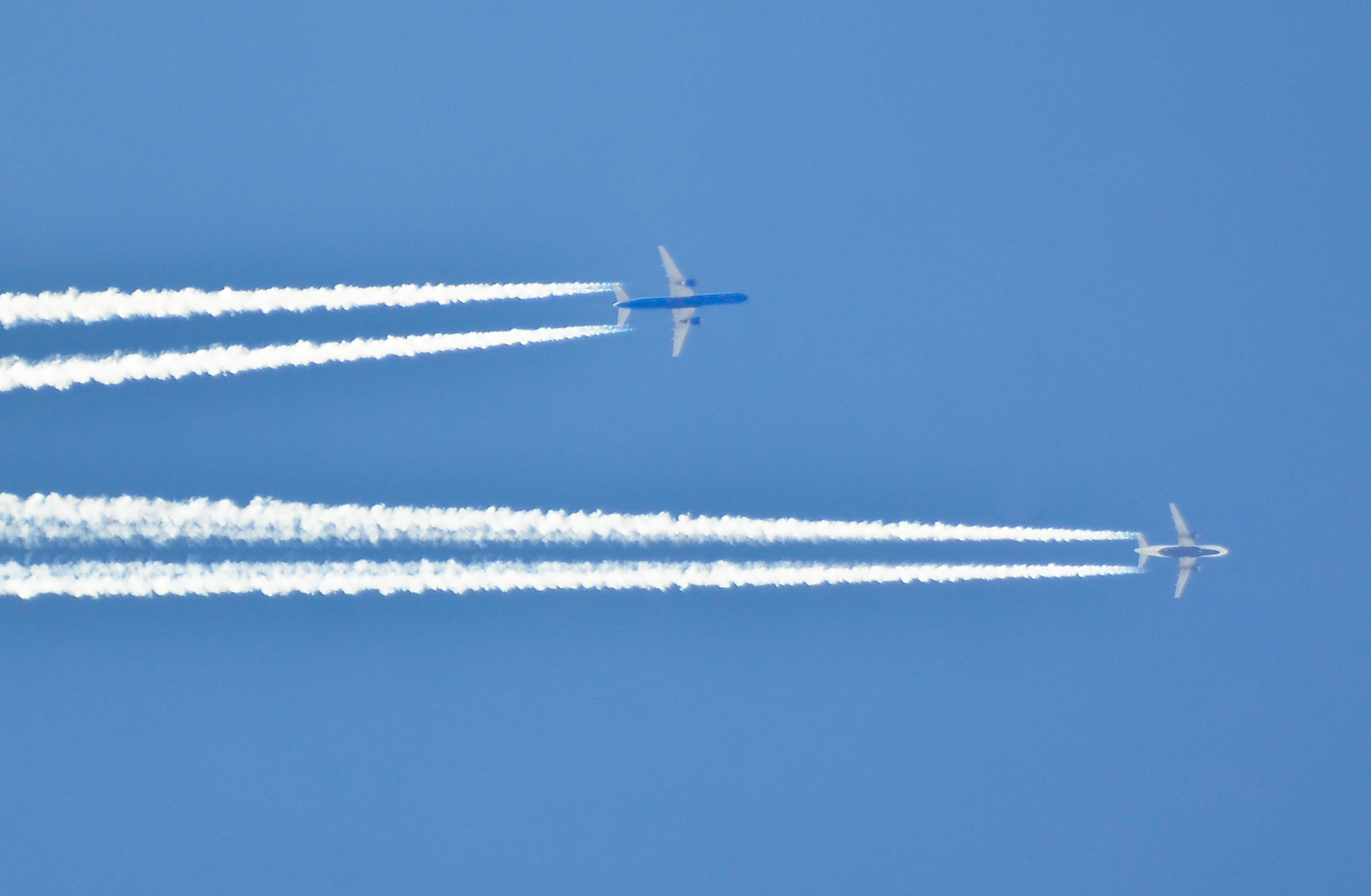
Інверсійним слідам літаків деякі люди приписують таємний вплив на населення

- Інверсійним слідам літаків деякі люди приписують таємний вплив на населенняКонтрольовані катаклізми — численні теорії стосуються реальних або передбачуваних проєктів контролю погоди. Часто в них фігурує науково-дослідний проєкт США з вивчення полярних сяйв HAARP. Йому приписували спричинення урагану Катріна 2005 року[40], землетрусів, як землетрус на Гаїті 2010 року, землетрус і цунамі Тохоку 2011 року або Сараванський землетрус 2013 року[41]. Інші теорії стосуються засіву хмар, нібито ця технологія спричинила фатальну повінь у Девоні, Англія 1952 року[42], або повінь у Пакистані 2010 року[43].
- Хіміотраси — ця теорія, також відома як SLAP (Секретна широкомасштабна атмосферна програма), стверджує, що інверсійні сліди від літаків складаються з хімічних або біологічних агентів, які розпилюються для впливу на населення[44][45].
- Чипування — стверджує, нібито чипи радіочастотної ідентифікації (RFID) таємно широко імплантуються людям задля їхнього контролю, стеження чи проставлення «печатки диявола»[34][46]. Під час пандемії COVID-19 теорія доповнилася твердженням, що під виглядом вакцинації проводиться чипування людей аби Білл Гейтс міг за всіма слідкувати[5].
- 15-хвилинні міста — з'явилися різні необґрунтовані теорії про те, що концепція міського планування 15-хвилинних міст є прикриттям для урядів, щоб отримати більший контроль. Ці теорії іноді перетинаються з дезінформацією проти вакцин та страхами перед світовим урядом.
- Пригнічення технологій — теорії зосереджуються на змові щодо придушення виробництва електромобілів задля продовження отримання прибутків від видобутку нафти; інші звинувачення стосуються переслідувань створення вічного двигуна та технології холодного синтезу; або перешкоджань збільшенню довговічності виробів, як-от електричних ламп, аби створювати на них штучний попит[47].
- COVID i 5G — теорія про те, що пандемія COVID-19, що почалася в 2019 році, спричинена технологіями зв'язку стандарту 5G, які нібито ослаблюють імунну систему[5].

## Суспільство
- Приховані послання — теорія говорить, що реклама, фільми, музика тощо містять приховані послання від зловмисників, яких люди не помічають, але які змушують їх купувати певні товари, вчиняти самогубства чи спонукають до іншої шкідливої діяльності[5].
- Сатанинська паніка — численні твердження, переважно в 1980-ті та 1990-ті роки в США, що таємна мережа сатаністів викрадає, катує і вбиває дітей, а вцілілих жертв гіпнотизує аби вони забули все, що з ними сталося[5].
- Стрілянини в школах зрежисовані — нібито стрілянини в школах США, особливо в Паркленді у Флориді в лютому 2018 року, організовані урядом аби обмежити продаж вогнепальної зброї[6].

## Транспорт
- Чорні гелікоптери — нібито таємничі та невловимі чорні гелікоптери без розпізнавальних знаків використовуються ООН чи таємними організаціями для своїх операцій. Виникла в США в 1960-х роках, але набула популярності в 1990-і[48].
- Malaysia Airlines Flight MH370 — стверджує, що літак рейсу 370 Malaysia Airlines, який зник у південно-східній Азії в березні 2014 року, потім видавався за рейс MH17, збитий над Україною пізніше того ж року[49].
- MH17 — з цим рейсом пов'язана теорія змови, нібито Україна збила літак, аби звинуватити Росію[50]. Або що літак збили задля приховування «правди» про ВІЛ (на борту були фахівці-вірусологи)[51].